# Efebofilia
L'efebofilia (da efebo e philia) è l'interesse sessuale primario di un adulto, eterosessuale (ciò la distingue dalla pederastia che è omosessuale), nei riguardi della medio-tarda adolescenza, generalmente la fascia d'età compresa tra i 15/16 anni e i 18/19 anni; il termine era originariamente utilizzato tra la fine del XIX secolo e la metà del XX.
Clinicamente non è usato per interessi occasionali, come avviene invece al di fuori del linguaggio specialistico. L'efebofilia denota in una modalità rigorosa la preferenza erotica rivolta verso i partner sessuali adolescenti medio-tardivi, non quindi la semplice presenza di un certo grado di attrazione fisica che può anche rimanere sempre a un livello ideale e/o anche più o meno inconscio.
Costituisce una delle numerose preferenze concernenti la sessualità inserite nel gruppo rappresentato da tutte le fasce di età e che vengono classificate sotto il termine tecnico di cronofilia. Negli ambienti della ricerca scientifica vengono usati dei termini specifici per indicare le diverse varietà della cronofilia: oltre quindi all'efebofilia vi è l'ebefilia, per riferirsi alla preferenza sessuale nei confronti di individui appena entrati nella fase della pubertà (12-14 anni); la pedofilia infine per riferirsi all'interesse sessuale primario o esclusivo nei confronti di un bambino in età prepuberale (fino e non oltre i 13 anni).
Tuttavia la parola "pedofilia" viene comunemente e largamente utilizzata in modo errato e confusionario dall'opinione pubblica per far riferimento a un qualsiasi interesse di tipo sessuale rivolto ai minori che si trovano al di sotto dell'età del consenso legale (stabilita a 14 anni in Italia, ad esempio) o della maggiore età (in Italia fissata a 21 prima del 1975 e a 18 anni dopo), indipendentemente dal loro livello di sviluppo fisico e psicologico. Questo probabilmente a causa della confusione tra le leggi degli Stati Uniti d'America e quelle dell'Europa, che consentono di solito la pratica seppur biasimata a livello sociale dopo gli anni '60, se non attuata tramite coercizione (esempio professore e studentessa, per cui l'età si alza a 16 anni) o tramite prostituzione minorile.
L'efebofilia, inoltre, non è classificata come una diagnosi psichiatrica, in quanto denota l'attrazione verso individui sessualmente maturi.

## Etimologia
Il termine è una derivazione della lingua greca antica: ἔφηβος (ephebos), variamente definito come
1. "colui che è giunto alla soglia della pubescenza";
2. un giovane diciottenne che ha subito la sua docimasia e che è stato pertanto registrato per la prima volta come cittadino a tutti gli effetti (nell'antica Atene), arrivato quindi a essere considerato propriamente un uomo (vedi mascolinità);

e φιλία (-philia), ossia amore/affetto.
Questa terminologia è stata utilizzata dallo specialista di psicologia olandese Frits Bernard già nel 1950 e ristampata un decennio dopo nella rivista di supporto gay intitolata Vriendschap sotto lo pseudonimo di "Victor Servatius", accreditandone l'origine a Magnus Hirschfeld, senza però proporre una data precisa in cui ciò si sarebbe verificato.
La parola fu usata con certezza per la prima volta in lingua francese (éphébophilie) nel testo di Georges Saint-Paul del 1896 intitolato Tares et Poisons: Perversion et Perversité Sexuelles.
Il termine è stato poi descritto nel 1980 anche da Félix Buffière e dall'accademico pakistano Tariq Rahman che sosteneva che l'"ephebofilia" dovesse essere usata soprattutto per quanto riguarda l'omosessualità nel descrivere l'interesse estetico ed erotico (omoerotismo e pederastia) degli uomini adulti nei confronti dei ragazzi adolescenti così come viene descritta nella letteratura in lingua persiana, in lingua turca o infine anche in lingua urdu classica.
Il termine è stato inoltre ripreso da Ray Blanchard per indicare gli adulti che preferiscono sessualmente i giovani di età compresa dai 15 ai 19 anni.

## Caratteristiche
I ragazzi e le ragazze entrati in età adolescenziale medio-tardiva hanno nella gran generalità dei casi delle caratteristiche fisiche già assai vicine, o in alcuni casi identiche, a quelle degli uomini e delle donne pienamente adulti, da persone cresciute e maturate. Lo studioso di psichiatria e sessuologia statunitense Fred Berlin afferma che la maggior parte degli uomini può facilmente trovare le persone di questa fascia d'età come sessualmente attraenti, ma che
Anche secondo il sessuologo esperto di psicologia clinica James Cantor
L'efebofilia è usata solo per descrivere la preferenza per i partner sessuali adolescenti medio-tardivi, non la semplice presenza di un certo livello di attrazione sessuale.
Conseguentemente, almeno in generale, la preferenza non viene considerata dallo psicologo come una patologia quando essa non interferisce con altre aree principali della propria vita; non viene quindi elencata "per nome" come un disturbo mentale nel Manuale diagnostico e statistico dei disturbi mentali - 5ª Edizione (DSM- 5) del 2013 - seguendo la Classificazione ICD né tantomeno come una parafilia.
Tuttavia a volte questa preferenza può essere diagnosticata come un disturbo se risulta in disfunzione o associata a un comportamento di sfruttamento, secondo la specifica 309.2 del DSM, "Parafilia non specificata altrimenti" (com'è a titolo d'esempio la menofilia).
I ricercatori affermano poi che l'etimologia "ebefilia", ovvero l'interesse erotico che si concentra sui giovani poco più che pubescenti, non è mai stato ampiamente utilizzato, neanche tra i professionisti che lavorano nell'ambito del reato a sfondo sessuale, e potrebbe pertanto essere stato confuso con il termine efebofilia, che denota una preferenza per gli adolescenti più grandi.
Si è concluso che pochi vorrebbero etichettare l'interesse erotico verso la fine o anche solo verso la media adolescenza come psicopatologia, quindi il termine "hebephilia" potrebbe essere stato ignorato in egual maniera insieme a quello coevo di "ephebofilia".

## Relazione con altri tipi di attrazione sessuale

### Efebofilia e pederastia
L'efebofilia si riferisce a una preferenza sessuale per gli adolescenti e può riferirsi a ragazze, ragazzi o a entrambi, in più l'adulto in questione può essere sia maschio sia femmina; laddove invece la pederastia designa specificamente un'attrazione sessuale da parte di un uomo adulto nei riguardi dei ragazzi adolescenti.

### Efebofilia e pedofilia
La pedofilia è una preferenza sessuale per il bambino (maschio e/o femmina) fino alla pubertà o in stato di pubertà precoce ed è classificata come parafilia dall'Organizzazione mondiale della sanità (Classificazione internazionale delle malattie o ICD-10, punto F65.4), vincolata all'Organizzazione delle Nazioni Unite. L'efebofilia, e anche l'ebefilia non è invece elencata come "disturbo della sfera sessuale" dall'ONU (vedi ICD-10, articolo F65 - "Disturbi della preferenza sessuale").
La classificazione internazionale delle malattie si basa sul manuale APA e che questo include nella sua lista di "disturbi di preferenze sessuali" anche altri comportamenti come il feticismo, il voyeurismo, il sadomasochismo, l'esibizionismo, ecc. Se le definizioni utilizzate nell'ICD vengono applicate in modo esaustivo e letteralmente, questo implica che a una parte minore, ma significativa della popolazione mondiale potrebbe essere diagnosticato un disturbo mentale concernente la sfera della sessualità, dal momento che i comportamenti di cui sopra sono relativamente comuni. Per evitare implicazioni problematiche come questa, è necessaria estrema cautela nell'imputazione di qualsiasi diagnosi a un individuo o a un gruppo di individui, indipendentemente dall'oggetto o dalla natura della loro preferenza.

### L'attrazione non preferenziale per gli adolescenti
L'efebofilia è definita come attrazione sessuale primaria o esclusiva degli adulti nei confronti degli adolescenti, ossia un adulto che fa affidamento sugli stimoli visivi degli adolescenti per ottenere l'eccitazione sessuale e raggiungere l'orgasmo. Quindi efebofilia non deve essere confusa con l'eventuale o sporadica attrazione da parte di un adulto.